# Fosă naviculară a uretrei masculine
Porțiunea cavernosă a uretrei este îngustă și de dimensiuni uniforme la nivelul corpului penisului, măsurând aproximativ 6 mm în diametru; este dilatată în spate, în interiorul bulbului penisului și din nou anterior în interiorul glandului penisului, unde formează fosa naviculară uretrală.
Fosa naviculară este partea spongioasă a uretrei masculine situată în glandul penisului. Este parte esențială a orificiului uretral extern. Este căptușită de epiteliu scumatos nekeratinizat stratificat, din punct de vedere histologic.
În timpul dezvoltării intrauterine, glandul penisului inițial solid, colmatează pentru a da naștere fosei naviculare.